# Skydancer / Of Chaos and Eternal Night
Skydancer / Of Chaos and Eternal Night jest zarówno reedycją oraz kompilacją dwóch albumów szwedzkiego Dark Tranquillity. Skydancer / Of Chaos and Eternal Night składa się z utworów z pierwszej płyty Dark Tranquillity Skydancer (wydany w 1993 roku) oraz z płyty EP Of Chaos and Eternal Night (1995).

## Lista utworów
1. „Nightfall by the Shore of Time” − 4:46
2. „Crimson Winds” − 5:28
3. „A Bolt of Blazing Gold” − 7:14
4. „In Tears Bereaved” − 3:50
5. „Skywards” − 5:06
6. „Through Ebony Archways” − 3:47
7. „Shadow Duet” − 7:05
8. „My Faeryland Forgotten” − 4:38
9. „Alone” − 5:45
10. „Of Chaos and Eternal Night” − 5:12
11. „With the Flaming Shades of Fall” − 3:38
12. „Away, Delight, Away” − 5:22
13. „Alone '94” − 5:43

## Skład zespołu
- Anders Fridén – wokal (w utworach od 1 do 9)
- Mikael Stanne – gitara (w utworach od 1 do 9), wokal (w utworach od 10 do 13)
- Niklas Sundin – gitara
- Fredrik Johansson – gitara (w utworach od 10 do 13)
- Martin Henriksson – gitara basowa
- Anders Jivarp – perkusja